# 十歡薔薇
十歡薔薇（日语：テンハッピーローズ），是日本純種競賽馬匹。生涯活躍於一哩戰線，曾在2024年爆冷勝出維多利亞一哩賽，亦於同年在育馬者盃一哩大賽跑獲殿軍。

## 出賽前
2018年2月26日出生於北海道千歲市社台牧場，成長途中於被馬主天白泰司購入。
其後交由栗東訓練中心練馬師高柳大輔訓練。

## 競賽生涯

### 2歲
2020年8月15日出戰小倉競馬場2歲新馬戰，保持於中團靠前的位置在直路成功突破，最終以1 1/4馬位優勢取得勝利。
其後出戰番紅花賞，雖然於直路上發揮不俗的表現不斷加速，但於中段開始被後方的里見女尊壓制及超越，最終以第二完賽。
10月31日出戰三級賽月神錦標，比賽初段繼續採用居中戰術下於直路嘗試加速衝刺，但始終未能迫近前方的純淨之輝，其後亦被艷日麗超越，最終以第三落敗。

### 3歲
進入2021年，其首戰為妖精錦標，雖然於比賽途中採用中段變奏的方式不斷爬升，但於直路轉趨力弱下被其他對手超越，最終敗於煥發嫣紅、Ho O Ixelles及Bella Nova得第四。
3月6日出戰鬱金香賞，然而於中後方未能加速之下一直停滯不前，最終以第十大敗。
其後轉戰捷馬戰級別的賽事，並與年間餘下四場賽事中取得兩冠兩亞的戰績。

### 4歲
2022年，其於年初的兩場賽事表現不佳，分別以第六及第七落敗。
經過調整後於4月出戰晚春錦標取得亞軍，其後更於高速公路錦標以優秀的末腳速度衝出取得勝利，成功晉級公開組。
晉級後，接連出戰三場表列賽，最終分別取得第六、第二及第四的戰績。

### 5歲
2023年年初開始重新挑戰分級賽，但於京都牝馬錦標及阪神牝馬錦標中未能發揮表現，分別獲得第六及第七。
5月28日出戰表列賽安土城錦標，雖然於最後直路成功爆發出全場最佳末腳，但礙於位置留得太後，未能追上前方對手下以第四完賽。
6月繼續出戰表列賽天堂錦標，最終於直路上以不俗的速度展開衝刺，僅於纏鬥中敗於妙美天及名將鈦金取得第三。
稍為休養過後出戰朱鷺錦標，比賽初段保持於中團位置下於直路爆發速度，成功於最後關頭超越領放的Thermal Wind及前方的賢德之君，最終以頸位優勢壓贏對手取得勝利。

### 6歲
進入2024年，其和上年度一樣以京都牝馬錦標及阪神牝馬錦標的戰線，仍然僅獲得第七及第六。
其後，陣營選擇維多利亞一哩賽作為目標，為其首次出戰一級賽，賽前僅為第十四人氣。比賽開始後，其保持於中團位置逐步推進，通過彎道時候稍為外閃加速。進入直路後，其開始以絕佳的速度展開衝刺，通過最後400米時更進入全速狀態不斷追趕前方的賽駒，最終於最後關頭成功超越前方的決志驕驥爆冷奪冠，贏得首個一級賽冠軍，亦為騎師津村明秀帶來首個一級賽優勝。
進入秋季以人馬錦標作為熱身，比賽途中維持於中團馬群的位置，並一直處於有遮擋的狀態。進入直路後，其嘗試於馬群之中抽出加速，但未能進一步突破下僅能維持均速，最終以第七落敗。
11月遠征美國挑戰育馬者盃一哩大賽，比賽初段隨即搶出進行領放，並一直在最前方帶領馬群前進。進入直路後，其繼續在前方位置展步加速，可惜被外檔衝出的對手超越，最終以第四完賽。

### 7歲
2025年首戰繼續遠征，出戰沙特阿拉伯的1351草地短途錦標。比賽開始後，其因為慢閘處於後方，緩慢地閃入內欄下維持在末段位置等待時機。進入直路後，其抽出外檔展開加速，但衝刺未完全進入狀態下僅以第七完賽。
回國後，陣營考慮其年齡，決定安排其退役，並在年3月7日取消日本中央競馬會賽駒註冊。

### 詳細賽績
| 日期       | 舉辦國家   | 馬場     | 距離     | 級別 | 賽事名稱         | 負重 | 騎師     | 馬號 | 出馬 | 名次 | 時間     | 頭馬（二馬）     |
| ---------- | ---------- | -------- | -------- | ---- | ---------------- | ---- | -------- | ---- | ---- | ---- | -------- | ---------------- |
| 15/8/2020  | 日本       | 小倉     | 草1200   |      | 2歲新馬          | 54   | 福永祐一 | 7    | 18   | 1    | 1:08.4   | （Ange Soleil）  |
| 4/10/2020  | 日本       | 中山     | 草1600   |      | 番紅花賞         | 54   | 福永祐一 | 8    | 11   | 2    | 1:35.4   | 里見女尊         |
| 31/10/2020 | 日本       | 東京     | 草1600   | GIII | 月神錦標         | 54   | 田邊裕信 | 7    | 16   | 3    | 1:35.3   | 純淨之輝         |
| 11/1/2021  | 日本       | 中山     | 草1600   | GIII | 妖精錦標         | 54   | 福永祐一 | 4    | 16   | 4    | 1:35.1   | 煥發嫣紅         |
| 6/3/2021   | 日本       | 阪神     | 草1600   | GII  | 鬱金香賞         | 54   | 池添謙一 | 6    | 12   | 10   | 1:34.6   | 齊叫好           |
| 13/6/2021  | 日本       | 東京     | 草1600   |      | 3歲以上一捷馬    | 52   | 三浦皇成 | 4    | 10   | 2    | 1:33.7   | 奇談千夜         |
| 26/6/2021  | 日本       | 阪神     | 草1400米 |      | 3歲以上一捷馬    | 52   | 福永祐一 | 7    | 12   | 1    | 1:21.0   | （W Encore）     |
| 14/8/2021  | 日本       | 新潟     | 草1400米 |      | 新發田城特別     | 52   | 福永祐一 | 4    | 17   | 1    | 1:21.1   | （Dura Mondo）   |
| 19/12/2021 | 日本       | 阪神     | 草1400米 |      | 六甲人工島錦標   | 54   | 松山弘平 | 2    | 15   | 2    | 1:20.6   | Tantalus         |
| 9/1/2022   | 日本       | 中京     | 草1400米 |      | 新春錦標         | 54   | 松山弘平 | 7    | 16   | 7    | 1:20.9   | 綠草灰影         |
| 6/2/2022   | 日本       | 中京     | 草1400米 |      | 崔坦錦標         | 55   | 福永祐一 | 3    | 10   | 6    | 1:21.5   | Vip Wink         |
| 23/4/2022  | 日本       | 東京     | 草1400米 |      | 晚春錦標         | 53   | 橫山武史 | 2    | 18   | 2    | 1:20.1   | 妙美天           |
| 22/5/2022  | 日本       | 東京     | 草1400米 |      | 高速公路錦標     | 55   | 福永祐一 | 6    | 17   | 1    | 1:20.9   | （盧卡治）       |
| 28/8/2022  | 日本       | 新潟     | 草1400米 | L    | 朱鷺錦標         | 54   | 津村明秀 | 4    | 18   | 4    | 1:21.2   | Le Plus Fort     |
| 16/10/2022 | 日本       | 新潟     | 草1400米 | L    | 信越錦標         | 53   | 今村聖奈 | 4    | 18   | 2    | 1:20.4   | 嚴父勁跑         |
| 13/11/2022 | 日本       | 東京     | 草1400米 | L    | 黃金盃           | 53   | 今村聖奈 | 1    | 18   | 6    | 1:20.9   | 倩娘必勝         |
| 18/2/2023  | 日本       | 阪神     | 草1400米 | GIII | 京都牝馬錦標     | 55   | 福永祐一 | 4    | 18   | 6    | 1:20.8   | 嬌倩             |
| 8/4/20223  | 日本       | 阪神     | 草1600   | GII  | 阪神牝馬錦標     | 55   | 藤岡康太 | 5    | 12   | 7    | 1:34.4   | 活快美韻         |
| 28/5/2023  | 日本       | 京都     | 草1400米 | L    | 安土城錦標       | 54   | 藤岡康太 | 7    | 18   | 4    | 1:19.6   | 大海女神         |
| 25/6/2023  | 日本       | 東京     | 草1400米 | L    | 天堂錦標         | 54   | 津村明秀 | 8    | 15   | 3    | 1:20.7   | 妙美天           |
| 27/8/2023  | 日本       | 新潟     | 草1400米 | L    | 朱鷺錦標         | 55   | 津村明秀 | 7    | 17   | 1    | 1:20.8   | （Thermal Wind） |
| 17/2/2024  | 日本       | 京都     | 草1400米 | GIII | 京都牝馬錦標     | 55   | 津村明秀 | 2    | 18   | 7    | 1:20.6   | 真炫美           |
| 6/4/2024   | 日本       | 阪神     | 草1600   | GII  | 阪神牝馬錦標     | 55   | 津村明秀 | 3    | 11   | 6    | 1:33.4   | 假面歌姬         |
| 12/5/2024  | 日本       | 東京     | 草1600   | GI   | 維多利亞一哩賽   | 56   | 津村明秀 | 9    | 15   | 1    | 1:31.8   | （決志驕驥）     |
| 8/9/2024   | 日本       | 中京     | 草1200   | GII  | 人馬錦標         | 56   | 津村明秀 | 12   | 18   | 7    | 1:08.2   | 濠城             |
| 2/11/2024  | 美國       | 德爾馬   | 草1600   | GI   | 育馬者盃一哩大賽 | 56   | 津村明秀 | 10   | 11   | 4    | 記錄缺失 | More Than Looks  |
| 22/2/2024  | 沙特阿拉伯 | 安都拉茲 | 草1351   | GII  | 1351草地短途錦標 | 55   | 津村明秀 | 13   | 13   | 7    |          | 百塔意城         |

## 退役後
退役後，十歡薔薇成為了配種馬，於北海道千歲市社台牧場休養，在2025年進行配種。首匹子嗣將於2026年出生，可於2028年出賽。

## 血統簡介
父系神威啟示爲日本賽駒，生涯戰績優秀，曾勝出一級賽菊花賞及日本盃，退役後亦有優秀的配種成績。祖父吉兆爲美國生產的日本賽駒，生涯戰績彪炳，曾於2002年及2003年連霸秋季天皇賞及有馬紀念。
母系Fatal Rose為日本賽駒，生涯戰績不佳僅勝出條件戰級別的賽事。外祖父谷野美酒為日本賽駒，曾勝出東京優駿，亦在多場一級賽事中上名。

### 血統表
| 父線：雷弼圖系（Hail to Reason系）                                           |                             |                |                 |
| 種馬 神威啟示 2010年（棗色）                                                 | 吉兆 1999年（深棗色）       | Kris S.        | 雷弼圖          |
| 種馬 神威啟示 2010年（棗色）                                                 | 吉兆 1999年（深棗色）       | Kris S.        | Sharp Queen     |
| 種馬 神威啟示 2010年（棗色）                                                 | 吉兆 1999年（深棗色）       | Tee Kay        | Gold Meridian   |
| 種馬 神威啟示 2010年（棗色）                                                 | 吉兆 1999年（深棗色）       | Tee Kay        | Tri Argo        |
| 種馬 神威啟示 2010年（棗色）                                                 | 西沙里奧 2002年（黑色）     | 特別週         | 週日寧靜        |
| 種馬 神威啟示 2010年（棗色）                                                 | 西沙里奧 2002年（黑色）     | 特別週         | Campaign Girl   |
| 種馬 神威啟示 2010年（棗色）                                                 | 西沙里奧 2002年（黑色）     | Kirov Premiere | 鞍匠井          |
| 種馬 神威啟示 2010年（棗色）                                                 | 西沙里奧 2002年（黑色）     | Kirov Premiere | Querida         |
| 繁殖雌馬 Fatal Rose 2009年（栗色）                                           | 谷野美酒 1999年（棗色）     | 百仁時間       | 雷弼圖          |
| 繁殖雌馬 Fatal Rose 2009年（栗色）                                           | 谷野美酒 1999年（棗色）     | 百仁時間       | Kelley's Day    |
| 繁殖雌馬 Fatal Rose 2009年（栗色）                                           | 谷野美酒 1999年（棗色）     | Tanino Crystal | Crystal Palace  |
| 繁殖雌馬 Fatal Rose 2009年（栗色）                                           | 谷野美酒 1999年（棗色）     | Tanino Crystal | Tanino Sea-Bird |
| 繁殖雌馬 Fatal Rose 2009年（栗色）                                           | Primrose Eve 2000年（棗色） | 週日寧靜       | Halo            |
| 繁殖雌馬 Fatal Rose 2009年（栗色）                                           | Primrose Eve 2000年（棗色） | 週日寧靜       | Wishing Well    |
| 繁殖雌馬 Fatal Rose 2009年（栗色）                                           | Primrose Eve 2000年（棗色） | Oenothera      | Night Shift     |
| 繁殖雌馬 Fatal Rose 2009年（栗色）                                           | Primrose Eve 2000年（棗色） | Oenothera      | Fruition        |
| 雌系：Altoviscar系（2-f）                                                    |                             |                |                 |
| 五代內近親交配：週日寧靜 4×3、雷弼圖 4×4、Hail to Reason 5×5×5、北地舞人 5×5 |                             |                |                 |

## 命名由來
名字中，Ten（テン）是馬主天白泰司冠名，出自其姓氏中「天」的音讀，Happy Rose（ハッピーローズ）則繼承自母系Fatal Rose的名字，香港則將Ten翻譯為「十」，再結合後半部分的意思，翻譯為「十歡薔薇」。

## 外部連結
- 十歡薔薇 netkeiba.com （页面存档备份，存于）
- 血統表 （页面存档备份，存于）